# ルートヴィッヒ・ベルテレ
ルートヴィッヒ・ベルテレ（Ludwig Jakob Bertele, 1900年12月25日 - 1985年11月16日）はドイツのレンズ設計者。ビオゴン、ゾナーといった現在でも使われている代表的なレンズ構成型のいくつかを考案した。

## 経歴
ミュンヘンに設計士の息子として出生。ドレスデンの工業学校を卒業後、1916年にローデンストックに就職し、さらに1919年にエルネマンに転職。
1923年、A・クルークハルト (A. Klughardt) とともにエルノスター10 cm F2と同12.5 cm F1.8を設計。このレンズは当時世界最高速であり、エルマノックスに装着されて夜間の手持ち撮影を可能にした。1925年には映画撮影機用のエルノスターF1.0 (D.R.P.441594) を設計、このレンズはこの後約30年間世界最高速であった。また写真機用に画角40度を持つエルノスターF2.9を設計。
1926年、エルネマンがツァイス・イコンとなりレンズ製造がカール・ツァイスに移管されたため、カール・ツァイスのレンズ設計者となる。1929年、写真機用に画角40度を持つエルノスターF1.6を設計。8月にゾナーF2の特許を取得、映画撮影機ムビコン8にゾナー10 mm F2が装着される。
1931年、コンタックス用にゾナー5 cm F2を設計。1934年、コンタックス用にゾナー5 cm F1.5とビオゴンF2.4を設計。
1942年、シュタインハイルに転職したが、ツァイスと契約による関係は続けた。このため第二次世界大戦中、ベルテレはミュンヘンにあったツァイスの工場とシュタインハイル、ドレスデンにあったツァイス・イコン、イェーナにあったカール・ツァイスと4つの事務所を持っていた。
1945年、スイスのチューリッヒにあるウィルドに転職し、降伏直前のドイツを出国。1952年、ウィルドのために航空写真用アヴィオゴン (Aviogon) 設計。1954年にはアヴィオゴンを原型としてカール・ツァイスのためにビオゴンF4.5を設計。1956年にウィルドを退職し、ドイツとの国境に近いザンクト・ガレン州ウィルドハウスに移る。退職後も1973年まで光学アドバイザーとして研究を続けた。
ベルテレは大学を卒業していないが、1959年に長年の功績が認められ、チューリッヒ工科大学から名誉博士号を受けた。同年、スーパーアヴィオゴン設計。1963年にはズームレンズの特許を取得した。